# Carlos Chagas

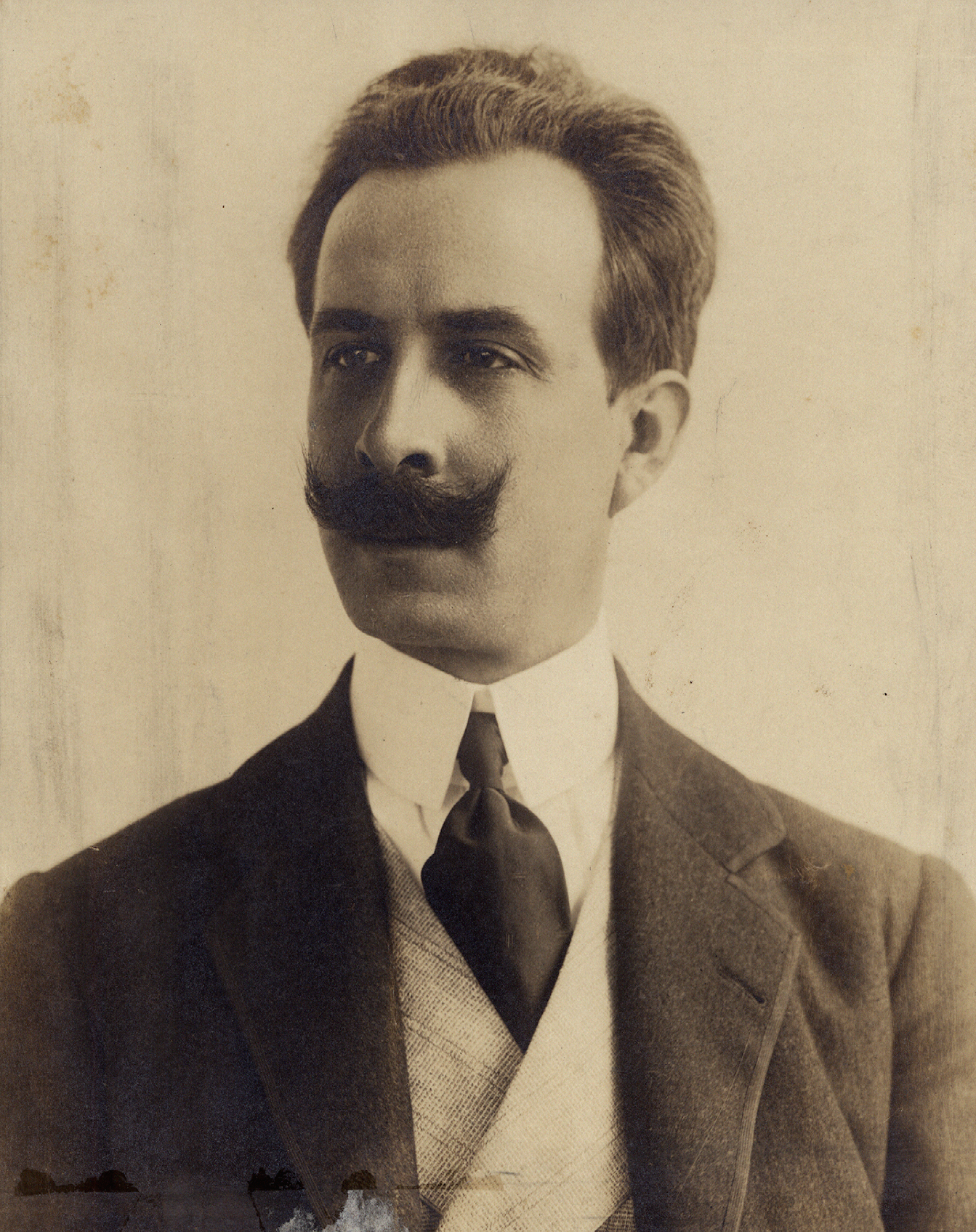
Carlos Chagas

Carlos Justiniano Ribeiro das Chagas (* 9. Juli 1879 in Oliveira; † 8. November 1934 in Rio de Janeiro) war ein brasilianischer Arzt.

## Leben
Chagas wurde als Sohn einer angesehenen Familie geboren. Er studierte bei den Jesuiten in Ouro Preto, São Paulo und Rio de Janeiro. Chagas beschrieb 1909 erstmals die nach ihm benannte Chagas-Krankheit bei Gleisbauarbeitern, die vermeintlich an Malaria litten. Er untersuchte auch den Zusammenhang zwischen blutsaugenden Insekten und dem endemischen Kretinismus. Er benannte den Erreger der Chagas-Krankheit nach seinem Mentor Oswaldo Cruz als Trypanosoma cruzi. Chagas wurde im Jahr 1926 zum Mitglied der Leopoldina gewählt.
Carlos Chagas leitete im Jahr 1918 die Initiative zur Bekämpfung der Spanischen Grippe in Brasilien. Aufgrund seiner Verdienste in dieser nicht ungefährlichen Tätigkeit wurde ihm anschließend die Leitung des Departamento Nacional de Saúde Pública übertragen. 1919 reiste er in die Vereinigten Staaten von Amerika, um sich über die Möglichkeiten des Aufbaus einer modernen Gesundheits- und Krankenpflege zu informieren. Ihm schwebte vor, vor allem die Gemeindeschwestern in der Tradition von Florence Nightingale auszubilden (Nightingale Style of Nursing). Chagas konnte die Rockefeller Foundation für dieses Anliegen gewinnen, und so konnte die brasilianische Krankenschwester Edith de Magalhães Fraenkel mithilfe eines Stipendiums der Rockefeller Foundation 1922 ebenfalls in die USA reisen und an der Philadelphia General School of Nursing an einem Studienprogramm teilnehmen. Edith de Magalhães Fraenkel wurde in den Folgejahren eine der Hauptfiguren beim Aufbau moderner Pflegestrukturen in Brasilien.
1999 wurde der Asteroid (9483) Chagas nach Carlos Chagas benannt.
Sein Sohn Carlos Chagas Filho (1910–2000) war ebenfalls Mediziner und Biophysiker.

## Veröffentlichungen
- Nova tripanozomiaze humana: estudos sobre a morfolojia e o ciclo evolutivo do „Schizotrypanum cruzi n. gen., n. sp.“, ajente etiolojico de nova entidade morbida do homem. = Ueber eine neue Trypanosomiasis des Menschen. Studien über Morphologie und Entwicklungszyklus des „Schizotrypanum cruzi n. gen., n. sp.“, Erreger einer neuen Krankheit des Menschen. In: Memórias do Instituto Oswaldo Cruz. Bd. 1, Nr. 2, August 1909, S. 159–218, DOI:10.1590/S0074-02761909000200008 (portugiesisch/deutsch), und in: Archiv für Schiffs- und Tropenhygiene. Bd. 13 (1909), Nr. 11, S. 351–353.

## Ehrungen
- 14. April 2020: Erstmalige Feier des „World Chagas Disease Day“.[5][6]